# Magorzyca (Beskid Sądecki)
Magorzyca– szczyt w Paśmie Radziejowej w Beskidzie Sądeckim. Na mapie Compassu ma nazwę Magorzyca i wysokość 882 m, na mapie Geoportalu jest opisany jako Magórzyca z wysokością 881 m. Stanowi zakończenie północnego grzbietu Radziejowej (1266 m). Zachodni i północny stok Magorzycy opada do Roztoczanki, wschodni do Potoku Bańskiego. Magorzyca jest całkowicie porośnięta lasem świerkowo-bukowym, dawniej jednak istniały na niej duże polany. Po II wojnie światowej w lasach państwowych polany zalesiano, uznając je za nieużyteczne. Znajduje się na obszarze Popradzkiego Parku Krajobrazowego i nie prowadzi przez nią żaden szlak turystyczny. Jest widoczna m.in. z Kanarkówki i Wdżarów Wyżnych.
Magorzyca znajduje się w granicach wsi Roztoka Ryterska w województwie małopolskim, w powiecie nowosądeckim, w gminie Rytro.